# Juluke
Juluke (nep. जलुके) – gaun wikas samiti w zachodniej części Nepalu w strefie Lumbini w dystrykcie Arghakhanchi. Według nepalskiego spisu powszechnego z 2011 roku liczył on 1242 gospodarstwa domowe i 6142 mieszkańców (3350 kobiet i 2792 mężczyzn).